# Алла Art
«Алла АRT» — иллюстрированный фотоальбом Аллы Пугачёвой, в котором собраны фотографии певицы, отражающие её творческий путь. В книгу вошли как общеизвестные, так и ранее не опубликованные снимки из личного архива Аллы Пугачёвой.

## О книге
«Алла Art» представляет собой достаточно объемную (240 страниц) книгу большого формата (240х285 мм), содержащую 191 фотографию и 35 цитат Аллы Пугачёвой. Цитатам отведена второстепенная роль, которая не сводится к роли подписей под фотографиями, а имеет самостоятельную смысловую нагрузку: они отображают мысли певицы, её отношение к песне, зрителям и сцене.
Фотографии в альбоме не имеют чёткого хронологического расположения, под ними нет подписей: не указаны ни год, ни событие, ни какая-то другая информация, лишь имя фотографа в конце книги. Тем не менее, так как некоторые фотографии достаточно известные, их можно идентифицировать. Это: фотопробы для фильма «Рецитал» (1980) и других фильмов; фотосессии для альбомов «Зеркало души» (1977), «Поднимись над суетой» (1979), «Watch Out!» (1985); для журналов «7 дней», «Hello», «VOGUE», для «Радио Алла»; кадры со съёмок фильмов «Женщина, которая поет», «Театр Аллы Пугачёвой», «Пришла и говорю», клипов «Мал-помалу» (1997), «Белый снег» (1999); выступления на заводе ЗИЛ в Москве (1977), на космодроме «Байконур» (1977), на стадионе «Локомотив» в Симферополе (1979), на различных концертах с программой «Монологи певицы» (1981—1983), с программой «Пришла и говорю» на 75-тысячном ереванском стадионе «Раздан» (1984), на фестивалях «Песня года», «Рождественские встречи» и на других концертах и мероприятиях, а также всевозможные домашние и другие съёмки.
Большое внимание было уделено оформлению альбома: дизайн создал художник Дмитрий Гомзяков, а издательская группа «Арбор» предложила 27 ручных акварельных рисунков для различных подразделов книги. Отпечатан альбом на типографии в Словении.
Над книгой работали:
- Генеральный продюсер — Алла Пугачёва
- Автор идеи и исполнительный продюсер — Павел Токарев
- Дизайн-концепт — Дмитрий Гомзяков
- Графика — Александра Кочеткова
- Специальная фотосъемка — Сергей Косьянов
- Литературный редактор — Валентина Гинько
- Использованы фотографии: Валерия Арутюнова, Вячеслава Манешина, Валерия Плотникова, Генриетты Перьян, Влада Локтева, Елены Суховой, Робина Деррика, Григория Кузьмина, и из личного архива Аллы Пугачёвой

## История
Фотоальбом был издан к 60-летнему юбилею Аллы Пугачёвой. Впервые она его представила на своей пресс-конференции 5 марта 2009 года:

Вот такая прекрасная работа. Благодаря вот Паше Токареву, который мне очень помог. Собственно пока я собралась бы… собрать все эти фотографии, все они у меня были в беспорядке, я совершенно не умею заниматься этими делами: собирать архивы, «над рукописями трястись». Конечно, мне приятно, что молодой человек сумел всё это организовать и сделать первую работу, которая напомнила бы о том, как это было. Какая я была и какая стала.
— Алла Пугачёва, певица
Также Пугачёва отметила, что идёт подготовка к изданию второго тома, который включит в себя фотографии близких друзей певицы и рассказы о них. На сегодняшний день второй том так и не вышел в свет.

## Некоторые цитаты книги
- Сначала нужно было обмануть зрителей. Что ты такая смелая, бесшабашная. Конечно же, это обман. Но самая тяжелая задача — это обмануть саму себя
- Сцена на то и существует, чтобы на ней играть. Но суть в том, что на сцене стирается грань между игрой и жизнью. И этот момент… В этот момент даже умереть — счастье… У тебя такое ощущение, что ты что-то перешел… Ты забыл, где ты, что ты, перед кем ты, поешь ли ты или говоришь…
- Звездность — приятная мишура, но страшная суета, и все это преходяще
- Какая я на самом деле, мне трудно сказать. В жизни я ранимая, безумно застенчивая. Не поверят — не надо!
- Меня называли вульгарной, а я кричала: «Я не вульгарная, я свободная!»
- Когда-нибудь они поймут, как я их любила… что я жила для них, черт возьми!..